# Ray Ozzie

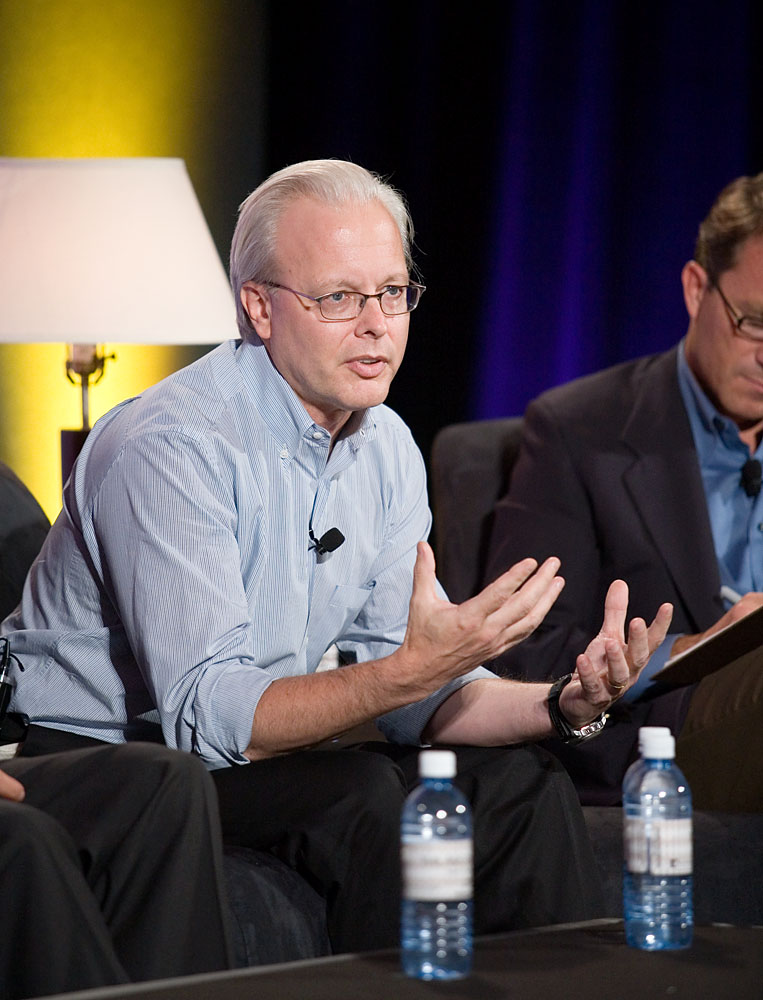
Ray Ozzie bei der Web 2.0-Konferenz 2005

Raymond E. „Ray“ Ozzie (* 20. November 1955 in Chicago, Illinois, USA) ist ein US-amerikanischer Programmierer und Manager. Bekannt wurde er besonders durch die Entwicklung der ersten Version von Lotus Notes.
1984 gründete er das Softwareunternehmen Iris Associates, das zunächst von Lotus Development und später von IBM übernommen wurde. Nachdem er IBM verlassen hatte, gründete er 1997 Groove Networks. Die Firma wurde 2005 von Microsoft gekauft. Bis Juni 2006 war Ozzie einer von drei Chief Technical Officers bei Microsoft. Nach dem Rückzug von Bill Gates übernahm er dessen Funktion als Leiter der Entwicklungsabteilung („Chief Software Architect“).
Am 18. Oktober 2010 gab Microsoft bekannt, dass Ozzie das Unternehmen nach einer Übergangsfrist verlassen werde. Sein offiziell letzter Arbeitstag bei Microsoft war der 30. Dezember 2010. Im Januar 2012 gründete Ozzie ein neues Unternehmen names Cocomo, welches später in Talko umbenannt wurde. Im Juli 2013 übernahm er ein Aufsichtsratsmandat bei Hewlett-Packard. In 2017 trat er dem Vorstand von Safecast bei.

## Auszeichnungen
- 2000 W. Wallace McDowell Award
- 2010 Mitglied der American Academy of Arts and Sciences
- 2021 Fellow des Computer History Museum